# HMS Revenge (06)
Pour les articles homonymes, voir Revenge.
Pour les autres navires du même nom, voir HMS Revenge.
Le HMS Revenge est un cuirassé de la Royal Navy construit durant la Première Guerre mondiale. Lancé en 1915 et commissionné en 1916, il est le navire de tête de la sa classe.

## Histoire
La quille du Revenge a été posée au chantier naval de Vickers à Barrow-in-Furness le 22 décembre 1913. Il fut lancé le 29 mai 1915 et a été commissionné dans la Grand Fleet le 1er février 1916, bien qu'il n'ait été achevée et prête à être utilisée que le 24 mars, avec le temps entre sa mise en service et son achèvement, y compris une période d'essais en mer. Le navire a coûté un total de £2 406 368., À son entrée en service, le Revenge a été affecté à la 6e division de la 1re escadre BS, Grand Fleet, avec les cuirassés Marlborough (le flagship de la division et de l'escadron), Hercules et Agincourt.

### Première Guerre mondiale

#### Bataille du Jutland
Dans une tentative d'attirer et de détruire une partie de la Grand Fleet, la flotte allemande de haute mer avec 16 dreadnoughts, six pré-dreadnoughts, six croiseurs légers et 31 torpilleurs commandés par le vice-amiral Reinhard Scheer, a quitté la Baie de Jade tôt le matin du 31 mai 1916. La flotte a navigué de concert avec les cinq croiseurs de bataille du contre-amiral Franz von Hipper et les croiseurs et torpilleurs de soutien. La Room 40 de la Royal Navy avait intercepté et décrypté le trafic radio allemand contenant les plans de l'opération. L'Amirauté a ordonné à la Grand Fleet composée de 28 cuirassés et 9 croiseurs de bataille, de sortir la nuit précédente pour couper et détruire la flotte de haute mer. Le jour de la bataille, le Revenge et le reste de la 6e Division, 1er BS étaient stationnés vers l'arrière de la ligne britannique.
La flotte britannique a navigué du nord de la Grande-Bretagne à l'est tandis que les Allemands ont navigué depuis l'Allemagne au sud ; les flottes adverses se sont rencontrées au large des côtes danoises
L'action initiale a été menée principalement par les formations de cuirassés britanniques et allemands dans l'après-midi, mais à 18h00, la Grand Fleet s'est approchée de la scène. Quinze minutes plus tard, Jellicoe a donné l'ordre de faire demi-tour et de déployer la flotte pour l'action. La transition de leur formation de croisière a provoqué une congestion avec les divisions arrière, forçant le Revenge et de nombreux autres navires à réduire leur vitesse à 8 nœuds (15 km/h ; 9,2 mph) pour éviter de se heurter les uns aux autres. La flotte allemande est rapidement arrivée à portée et de nombreux navires britanniques ont commencé à les engager à partir de 18h17. Les navires britanniques avaient initialement une mauvaise visibilité et Revenge a attendu plusieurs minutes avant d'ouvrir le feu à 18h22 ; sa cible au cours de cette période n'est pas claire, et elle peut avoir engagé le croiseur paralysé SMS Wiesbaden, la ligne de bataille allemande, ou les deux. Elle a tiré par intermittence pendant dix-sept minutes et n'a fait aucun tir au but dans la brume.
A 19h09, le Revenge a été contraint de faire demi-tour pour éviter une torpille qui a probablement été lancée par le torpilleur SMS V48 (de); la torpille passa inoffensivement dans son sillage. Peu de temps après, elle a engagé le croiseur de bataille SMS Derfflinger; sa première salve a estimé la portée à 11 000 yards (10 000 m), mais a dépassé la cible. Les tireurs du Revenge ont rapidement réduit la portée à 10 200 yards (9 300 m) et ont touché le SMS Derfflinger avec leur deuxième salve. Avec la portée trouvée, Revenge a rapidement marqué cinq coups avant de transférer le feu au cuirassé SMS Von der Tann, puisque d'autres cuirassés concentraient leurs tirs sur le SMS Derfflinger. Deux de ses coups sur le SMS Derfflinger ont désactivé ses tourelles arrière; les trois autres ont causé des dégâts moins importants, l'un d'entre eux ayant traversé un entonnoir sans exploser. Le Revenge a frappé le SMS Von der Tann une fois près de sa tourelle arrière à 19h19, causant des dégâts mineurs; elle a également tiré une torpille sur le navire pendant cette période qui n'a pas réussi à toucher.
Le Revenge a dû rebrousser chemin à 19h35 pour éviter une paire de torpilles ; lui et les autres membres de la division ont de nouveau tourné à 19h42 après des rapports de présence d'un sous-marin, qui s'est avéré être imaginaire. Le Revenge n'a eu aucun autre contact avec les forces allemandes, en grande partie à cause des dommages causés par les torpilles au navire amiral de l'escadron, le Marlborough, qui ont forcé le navire à ralentir considérablement. À 01h56 le 1er juin, le vice-amiral Cecil Burney, le commandant de l'escadron à bord du Marlborough, a informé le Revenge que les dommages le forceraient à être transféré au Revenge pour permettre au Marlborough de retourner au port. Il est monté à bord du croiseur léger HMS Fearless, qui l'a transporté à Revenge peu après 03h00. À 10h00, les navires de la 6 division étaient encore à 45 milles marins (83 km ; 52 mi) au nord du reste de la flotte. Le Revenge et les deux autres navires ont finalement rejoint la flotte à 19h25 sur le chemin du retour à Scapa Flow.
Au cours de la bataille, le Revenge avait tiré 102 obus de sa batterie principale, tous de type perforant. Il a également tiré 87 coups de ses pièces secondaires. Il n'a été touché par aucun incendie pendant l'engagement.

#### Fin de la 1ère guerre mondiale
Après l'action du 19 août 1916, au cours de laquelle la Grand Fleet avait perdu deux croiseurs légers lors d'attaques de sous-marins allemands, l'amiral John Jellicoe, le commandant de la flotte, décida que la flotte ne devrait pas être mise en danger dans de telles sorties à moins que la flotte de haute mer ne s'aventure au nord ou la situation stratégique justifiait le risque. Pour sa part, la flotte allemande est restée au port ou entraînée en mer Baltique jusqu'en 1917, les deux camps ayant largement abandonné l'idée d'une bataille de surface décisive en mer du Nord. Les deux parties se sont tournées vers la guerre de position, la pose de champs de mines navales, et l'Allemagne a repris la campagne de guerre sous-marine sans restriction au début de l'année. En conséquence, le Revenge et le reste de la Grand Fleet n'ont vu aucune action au cours des deux dernières années de la guerre.
En 1917, la Grande-Bretagne a commencé à diriger des convois réguliers vers la Norvège, escortés par des forces légères ; les Allemands ont attaqué ces convois deux fois à la fin de l'année, incitant l'amiral David Beatty, qui avait remplacé Jellicoe l'année précédente, à envoyer des escadrons de combat de la Grand Fleet pour escorter les convois. La flotte de haute mer a pris la mer le 23 avril pour attaquer l'un des convois escortés, mais après que le croiseur de bataille SMS Moltke a subi un grave accident mécanique le lendemain, les Allemands ont été contraints d'interrompre l'opération. Le Revenge et le reste de la Grand Fleet sont sortis le 24 avril une fois qu'ils ont intercepté les signaux radio du Moltke endommagé, mais les Allemands étaient trop loin des Britanniques et aucun coup de feu n'a été tiré.
Le 21 novembre 1918, après l'armistice, toute la Grand Fleet a quitté le port pour escorter la flotte allemande qui s'était rendue jusqu'à l'internement à Scapa Flow. À l'époque, le Revenge faisait partie du 1er Battle Squadron, commandé par le vice-amiral Sydney Fremantle, qui fit du Revenge son vaisseau amiral. Le 1er BS a été chargé de garder la flotte pendant que son sort était déterminé lors des négociations du traité de paix à la conférence de Versailles. Après que les Allemands aient sabordé leur flotte le 21 juin 1919, Fremantle fit embarquer le commandant allemand, le contre-amiral Ludwig von Reuter, à bord du Revenge. Fremantle a accusé Reuter d'avoir violé les termes de l'armistice et l'a fait mettre, ainsi que les officiers allemands, en captivité comme prisonniers de guerre.

### Entre-deux-guerres
Tout au long des années 1920 et 1930, le Revenge a généralement opéré avec ses sister-ships, à l'exception des périodes où ils ont été détachés pour des travaux de radoub ou de modernisation. En avril 1919, les navires sont transférés à la Flotte de l'Atlantique, toujours dans le cadre du 1er BS. Ils ont ensuite été attachés à la flotte méditerranéenne pour des opérations en Turquie et en mer Noire dans le cadre des réponses britanniques à la guerre gréco-turque et à la guerre civile russe. Le 19 juillet 1920, le Revenge se rend à Panderma, où il rencontre plusieurs navires de la marine grecque, dont le croiseur cuirassé Georgios Averoff, qui a à son bord le roi Alexandre de Grèce. Alexander a rendu visite au Revenge et a rencontré Fremantle plus tard dans la journée. Le lendemain, le Revenge a aidé avec les débarquements grecs à Sultanköy et Eregli.
En août 1920, les navires sont retournés à la flotte de l'Atlantique. Les 1er et 2e escadrons de combat fusionnèrent en mai 1921, le Revenge et ses quatre jumeaux formant la 1re division et les cinq cuirassés de la classe Queen Elizabeth formant la 2e division. Le Revenge et trois autres navires de sa classe sont de nouveau envoyés dans la flotte méditerranéenne en septembre 1922 lors d'une crise à Smyrne qui culmine avec le grand incendie de Smyrne alors que la guerre gréco-turque touchait à sa fin. Les navires opéraient principalement dans les Dardanelles et la mer de Marmara. Une fois la guerre terminée en novembre, les navires sont libres de retourner à nouveau dans la flotte de l'Atlantique.
Le 1er novembre 1924, la flotte de l'Atlantique subit une réorganisation qui voit les navires de la classe Queen Elizabeth envoyés à la flotte méditerranéenne et les navires de la 1re division reconstitués en 1er escadron de combat. Le Revenge et ses sœurs ont été transférées à la flotte méditerranéenne en août 1927. De janvier 1928 à janvier 1929, Revenge a subi une refonte qui comprenait des modifications importantes à ses batteries secondaires et anti-aériennes, à son équipement de conduite de tir et à la reconstruction de son pont et de sa superstructure arrière, entre autres changements. Elle a eu un autre carénage de mai à décembre 1931 qui a vu d'autres modifications de sa batterie anti-aérienne et de son équipement de conduite de tir.
Au début de 1935, les classes Revenge et Queen Elizabeth ont à nouveau échangé leurs places, bien qu'à cette époque, la flotte de l'Atlantique ait été rebaptisée Home Fleet. Le 16 juillet, les navires étaient présents lors de la revue de la flotte à Spithead pour le jubilé d'argent du roi George V. De juillet 1936 à mars 1937, le Revenge a subi une autre modernisation, qui comprenait le retrait du télémètre des torpilles et de la tour de soutien. Elle et ses sœurs étaient présentes pour la revue de couronnement de George VI le 20 mai 1937. Un dernier carénage d'avant-guerre a commencé au début de 1939 et s'est terminé en août, qui comprenait un renforcement considérable de la batterie antiaérienne. Le 9 août 1939, elle était présente lors d'une revue de la flotte pour le roi à Portland.

### Seconde Guerre mondiale

#### En atlantique
Le 3 septembre 1939, au début des hostilités, le Revenge fait partie de la Channel Fleet basée à Portland. Peu de temps après le déclenchement de la guerre, le navire marchand SS Pakeha a été déguisé en HMS Revenge pour tromper les avions allemands. Le 1er octobre, Revenge reçut l'ordre de se préparer à assumer des fonctions d'escorte de convois dans l'Atlantique Sud, en raison de la menace posée par le « cuirassé de poche » allemand Admiral Graf Spee ; cependant, le 5 octobre 1939, dans un changement d'ordres, elle a été attachée à la force d'escorte de l'Atlantique Nord basée à Halifax, en Nouvelle-Écosse. Répondant à un autre besoin urgent en même temps, le Revenge et son sister-ship HMS Resolution devaient transporter des lingots d'or au Canada, dont le Conseil d'achat anglo-français à New York avait besoin pour payer les armes achetées aux États-Unis. 148 boîtes de lingots d'or, d'une valeur totale de 2 millions de livres sterling, ont été chargées sur chaque cuirassé à Portland ; ils sont partis le 7 octobre et sont arrivés à Halifax neuf jours plus tard.
En novembre 1939, il escorte le convoi HX 8 puis en décembre 1939, le convoi HX 11.
Après plusieurs escortes de convois, le Revenge est à nouveau utilisé pour transporter de l'or, cette fois pour une valeur de 10 millions de livres sterling, au départ de Plymouth le 28 janvier 1940. Le 7 février, il entre en collision avec un petit pétrolier britannique alors qu'un convoi se forme au large d'Halifax. ; bien qu'endommagé, il a continué comme escorte, retournant à Halifax le 18 février pour réparation. En février 1940, il escorte le convoi HX 19. En mars 1940, il escorte les convois HX 24 et HX 30. En avril 1940, il escorte le convoi HX 36.
Le 12 mai 1940, il a accidentellement percuté et coulé le chalutier canadien de classe Battle NCSM Ypres qui servait de navire de défense à Halifax, mais sans faire de morts. Pour le reste de son service dans la guerre, chaque fois que Revenge arrivait à Halifax, les équipages d'autres navires de porte faisaient des manœuvres élaborées et exagérées d'« Abandon de navire » par dérision. Le 30 mai, le Revenge a participé à l'opération Fish, le transfert de toutes les réserves d'or du Royaume-Uni au Canada, en cas d'invasion, laissant la rivière Clyde avec 40 millions de livres sterling de lingots à bord, à destination d'Halifax. Le 3 juillet 1940, alors qu'ils étaient à Plymouth, les équipes d'arraisonnement du Revenge ont pris le contrôle du cuirassé français Paris et du grand sous-marin-croiseur Surcouf, au cas où leurs équipages décideraient de les ramener à Vichy en France où ils pourraient tomber aux mains des Allemands. Le premier marin britannique à embarquer sur Surcouf, le Matelot de 1re classe Albert Webb, a été abattu par un officier français, lui-même tué par un officier britannique. Le lendemain, le Revenge a repris l'opération Fish, cette fois avec une cargaison d'une valeur de 47 millions de livres sterling, répétant cela le 11 août avec 14,5 millions de livres sterling de Greenock.
Le 15 septembre, le Revenge arrive à Plymouth où il passe sous le contrôle du Western Approaches Command, en cas d'invasion. Si le débarquement amphibie allemand, nommé Opération Sealion, s'était déroulé comme prévu, le Revenge aurait été le seul navire capital britannique dans la région de la Manche. Adolf Hitler avait ordonné que l'invasion soit reportée indéfiniment le 17 septembre ; cependant, aux premières heures du 11 octobre, le Revenge a formé l'élément principal de l'opération Medium, qui visait à bombarder les navires de transport d'invasion et les barges qui étaient encore concentrés dans le port français de Cherbourg. Le Revenge, six destroyers et un écran de canonnières à moteur formaient la force de frappe, tandis qu'une force de couverture de trois croiseurs et six destroyers patrouillaient pour empêcher les forces navales allemandes d'intervenir. Il y a eu un raid aérien simultané du RAF Bomber Command qui a également largué des fusées éclairantes pour illuminer la cible. Au cours du bombardement de 18 minutes, le Revenge a tiré 120 obus de canon principal sur le port tandis que ses escortes ont tiré 801 cartouches avec leurs canons de 4,7 pouces. La force britannique a essuyé des tirs précis de l'artillerie côtière lourde allemande, mais a pu se retirer sans dommage, Revenge a réussi à faire 21,5 nœuds sur le voyage de retour. Le 13 novembre 1940, il reprit ses fonctions de convoi de l'Atlantique Nord, qui se poursuivirent sans incident majeur jusqu'en 1941.

#### Dans l'Eastern Fleet
En octobre 1941, l'Amirauté décida que le navire devait être transféré au 3e escadron de combat, qui devait être basé à Colombo, Ceylan ; il y fut rejoint par ses trois sister-ship survivants (le HMS Royal Oak avait été coulé en octobre 1939). L'unité a été créée en décembre, avec l'escadron rattaché à la Force F. Avec le début de la guerre du Pacifique le 7 décembre, des forces navales étaient nécessaires dans l'océan Indien pour protéger l'Inde britannique. Fin mars 1942, l'Eastern Fleet avait été formée, sous le commandement de l'amiral James Somerville. Malgré la force numérique de la flotte de l'Est, nombre de ses unités, y compris les quatre cuirassés de la classe Revenge, n'étaient plus des navires de guerre de première ligne. Le puissant Kidō Butai du vice-amiral Chūichi Nagumo, composé de six porte-avions et de quatre cuirassés rapides, était nettement plus puissant que la flotte orientale de Somerville. En conséquence, seul le cuirassé modernisé HMS Warspite pouvait combattre avec les deux porte-avions Indomitable et Formidable; Le HMS Revenge, ses trois sister-ship et le porte-avions HMS Hermes ont été tenus à l'écart des combats pour escorter des convois dans l'océan Indien.
Fin mars, les décrypteurs du Far East Combined Bureau, une branche de Bletchley Park, informèrent Somerville que les Japonais prévoyaient un raid dans l'océan Indien pour attaquer Colombo et Trincomalee et détruire sa flotte. Il divise donc sa flotte en deux groupes : la Force A, qui se compose des deux porte-avions, le HMS Warspite et quatre croiseurs, et la Force B, centrée sur le HMS Revenge, ses 3 sister-ship et le HMS Hermes. Il avait l'intention de tendre une embuscade à la flotte de Nagumo dans une action de nuit, la seule méthode par laquelle il pensait pouvoir remporter la victoire. Après trois jours de recherche de la flotte japonaise sans succès, Somerville revient sur l'atoll d'Addu pour se ravitailler. Alors qu'il ravitaillait ses navires, Somerville reçut un rapport indiquant que la flotte japonaise approchait de Colombo, qu'ils attaquèrent le lendemain, le 5 avril, suivi d'attaques sur Trincomalee le 9 avril. À la suite du premier raid du 5 avril, Somerville a retiré le Revenge et ses trois sister-ship à Mombasa, où ils ont pu sécuriser les routes maritimes du Moyen-Orient et du golfe Persique. Les quatre classe Revenge sont partis de l'atoll d'Addu tôt le matin du 9 avril, à destination de Mombasa ; ils y sont restés basés jusqu'en 1943. Par la suite, les navires de la classe Revenge menèrent une escorte de convoi depuis Kilindini. Le navire a subi une nouvelle remise en état à Durban d'août à novembre 1942. En février 1943, Le Revenge et le Resolution ont escorté le convoi de l'opération Pamphlet qui a ramené la 9e division australienne d'Égypte en Australie.

#### Fin de service
Au milieu de l'année 1943, le mauvais état du navire, devenu apparent dès 1936, mais sans pouvoir y remédier en raison du déclenchement de la guerre, a incité l'Amirauté à le rappeler en Grande-Bretagne pour le retirer du service. Il est arrivé dans le Clyde le 31 septembre, où il a été réduit au statut de réserve pour le reste du conflit. Le système électrique du navire était en très mauvais état et nécessitait une révision en profondeur, et sa coque était fortement sollicitée par des années d'utilisation intensive. Bien qu'en réserve, le navire a été utilisé pour transporter le Premier ministre Winston Churchill en partie jusqu'à la conférence de Téhéran en novembre et décembre. En janvier 1944, il est transféré au Portsmouth Command, basé à Southampton ; il y resta, hors d'usage, jusqu'au 17 décembre, date à laquelle il fut transformé en navire-école pour le personnel de chaufferie, faisant partie de l'établissement de formation HMS Imperieuse. Pendant la période d'inactivité, en mai 1944, son armement principal a été retiré pour fournir des canons de rechange pour les cuirassés HMS Ramillies et HMS Warspite, ainsi que des moniteurs qui devaient être vitaux lors du bombardement des plages de Normandie lors de l'opération Overlord.
En mars 1948, il a été placé sur la liste d'élimination, étant vendu à la ferraille en juillet à la British Iron & Steel Co.; il a ensuite été envoyée aux démolisseurs de navires Thos W Ward pour être démantelée à Inverkeithing, où elle est arrivée le 5 septembre. Certains des engrenages à crémaillère et pignon de la tourelle de Revenge ont été réutilisés dans le radiotélescope Mark I de 76 mètres (249 pieds) de diamètre construit à Jodrell Bank, Cheshire, au milieu des années 1950, avec l'équipement du HMS Royal Sovereign.